# Flygande hamburgaren

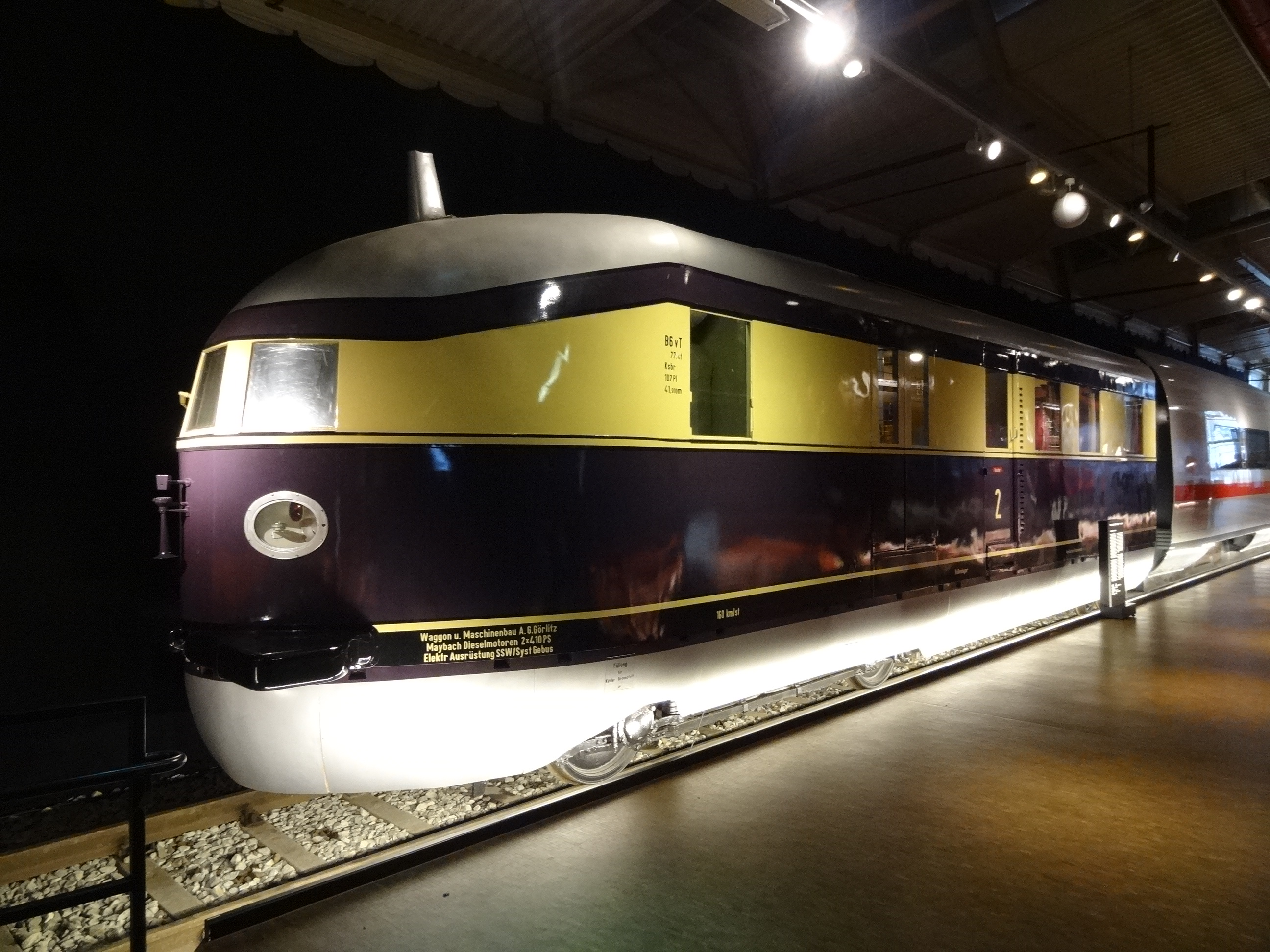
Flygande hamburgaren

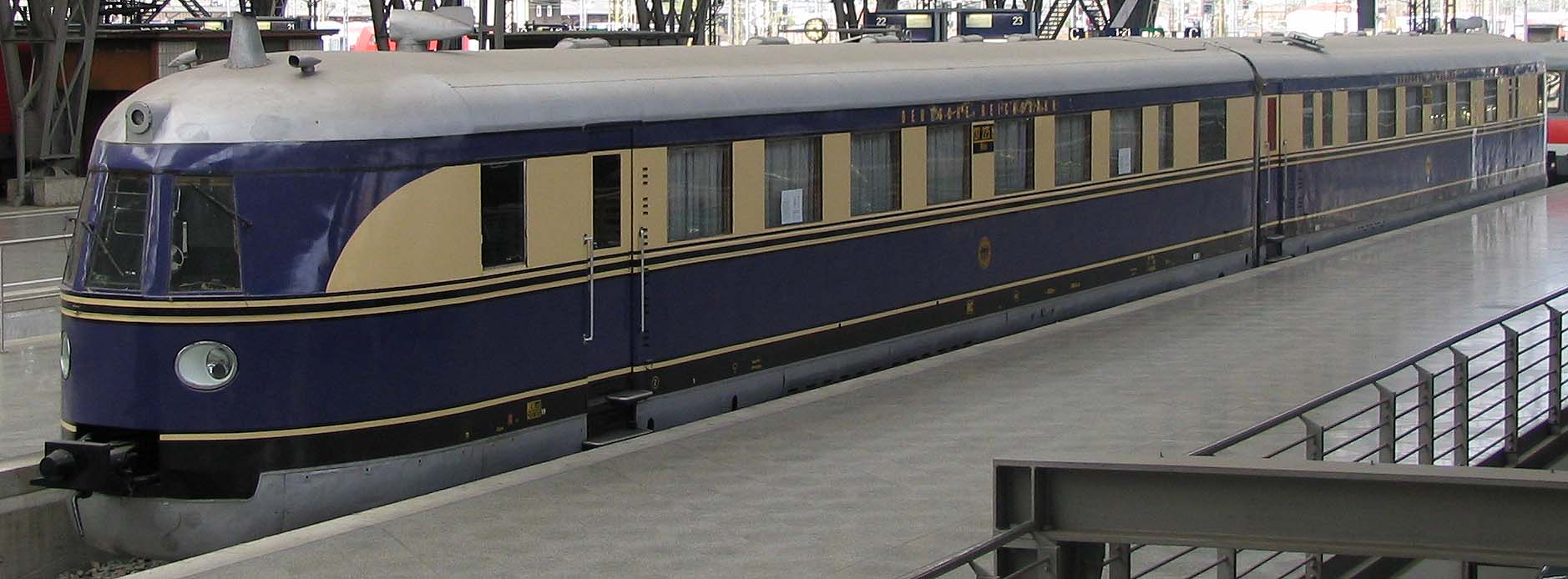
DRG Class SVT 137 Hamburg på Leipzigs centralstation

Flygande hamburgaren (tyska: Fliegender Hamburger) var Tysklands första dieseldrivna snabbtågsmotorvagn. År 1933 sattes den in på linjen från Berlin till Hamburg. Det var det första strömlinjeformade tåget i reguljär drift. Tåget hade plats för 98 sittande i andra klass i två salonger och en bufféavdelning med fyra platser. För att markera att det var ett exklusivt tåg, målades det i Rheingold-tågens färgschema: krämgult och violett.
Järnvägen Berlin–Hamburg var 286 km lång och restiden var 138 minuter, vilken inte överträffades förrän 1997 av ett modernt ICE-tåg. Vagnen byggdes av Waggon- und Maschinenbau Görlitz AG i Görlitz med motor och kraftöverföringsteknik från Maybach i Friedrichshafen, AEG och Siemens. Vagnen var dieselelektrisk och hade en jakobsboggi placerad mellan de två vagndelarna.
Flygande hamburgaren var en prototyp och utgående från den konstruerades flera snarlika snabbtågstyper under samlingsbeteckningen SVT 137; typerna "Hamburg", "Leipzig", "Köln" och "Berlin". Med dessa drevs ett stjärnformat snabbtågsnät med Berlin som centrum fram till dess att bränslebristen satte stopp för trafiken under andra världskriget. Efter kriget fick de kvarvarande vagnarna beteckningen VT 04.
Vagnen förstördes under krigets slutskede, men en förarhytt sparades och finns nu utställd på Nürnbergs transportmuseum i Nürnberg.
Från och med 2002 har ett modernt ICE-tåg mellan Berlin och Hamburg åter fått det traditionsrika namnet Fliegender Hamburger.